# Gare de Sierentz
La gare de Sierentz est une gare ferroviaire française de la ligne de Strasbourg-Ville à Saint-Louis, située sur le territoire de la commune de Sierentz, dans le département du Haut-Rhin, en région Grand Est.
Elle est mise en service en 1840 par la Compagnie du chemin de fer de Strasbourg à Bâle. C'est une halte voyageurs de la Société nationale des chemins de fer français (SNCF) du réseau TER Grand Est, desservie par des trains express régionaux.

## Situation ferroviaire
Établie à 258 mètres d'altitude, la gare de Sierentz est située au point kilométrique (PK) 124,876 de la ligne de Strasbourg-Ville à Saint-Louis, entre les gares ouvertes de Habsheim, s'intercale la gare fermée de Schlierbach, et de Bartenheim.
Une voie embranchée sur la ligne desservait l'ancien silo à grains, elle est maintenant terminée par un butoir entre le quai et le parking.

## Histoire
La « station de Sierentz » est mise en service le 25 octobre 1840 par la Compagnie du chemin de fer de Strasbourg à Bâle, lorsqu'elle inaugure et ouvre à l'exploitation la section de Mulhouse à Saint-Louis. Elle est établie sur le territoire du ban communal de Sierentz, qui compte 1 418 habitants. 

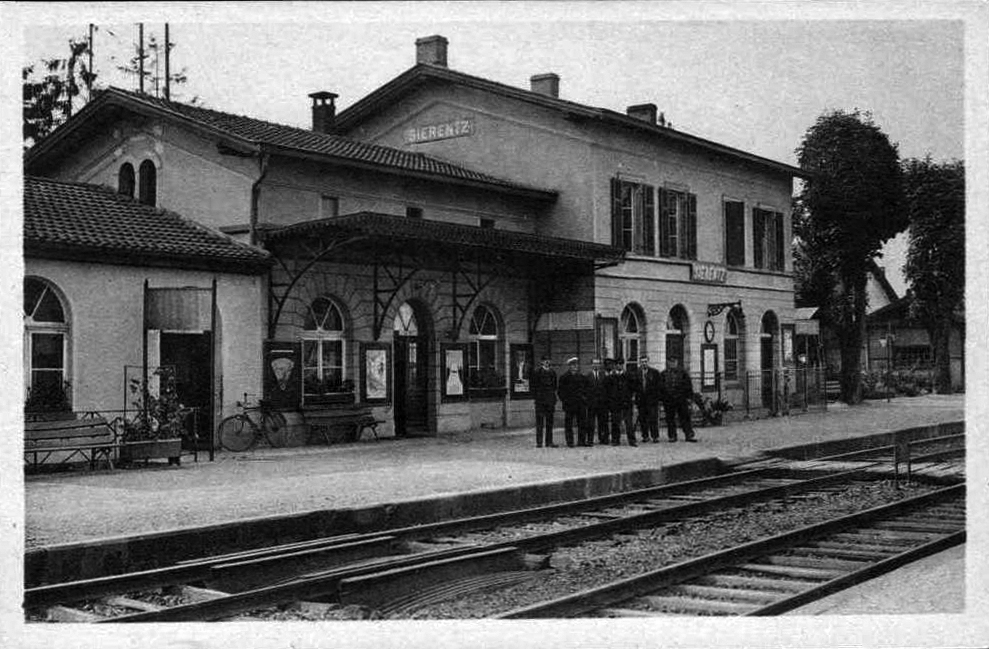
La gare vers 1920.

C'est l'une des vingt stations qui étaient prévues sur le projet d'origine de la ligne et confirmées sur les études définitives. Pour accueillir le convoi inaugural un arc de triomphe est construit sur la voie, il est recouvert d'une toile imitant la pierre de taille. Sur le fronton est écrit « 25 octobre 1840? aux concessionnaires MM. Koechlin » et sur les côtés « Strasbourg, Bâle, Mulhouse, Saint-Louis ».  Le convoi s'arrêta, salué par une « salve de mousqueterie » et des détonations de pétards, pour laisser monter dans les voitures le maire de Sierentz et d'autres invités. Il repartit pour Saint-Louis accompagné par les mêmes acclamations et pétarades.
En 1930, les quais de la gare sont allongés.
En 1962, la gare disposait de plusieurs voies de services.
En 1968, à côté du bâtiment voyageurs, a été construit un silo à grains desservi par un embranchement et une voie permettant de relier le poste d'expédition rail. Remplacé par silo situé sur un autre site en 1991, il est détruit en 2011.
Le 10 décembre 2011, la gare rénovée et modernisée est inaugurée, notamment par Philippe Richert (ministre et président du conseil régional d'Alsace). Ces travaux ont permis la mise en place : d'un nouvel abri voyageurs, d'un mobilier de quai fonctionnel, d'un totem lumineux à l'entrée et de l'installation d'un parc pour 36 vélos et d'un parking pour 110 véhicules. Les abords sont également aménagés avec notamment des espaces verts.

## Fréquentation
De 2015 à 2024, selon les estimations de la SNCF, la fréquentation annuelle de la gare s'élève aux nombres indiqués dans le tableau ci-dessous.
| Année                      | 2015    | 2016    | 2017    | 2018    | 2019    | 2020    | 2021    | 2022    | 2023    | 2024    |
| -------------------------- | ------- | ------- | ------- | ------- | ------- | ------- | ------- | ------- | ------- | ------- |
| Voyageurs                  | 251 559 | 256 706 | 256 528 | 262 395 | 291 594 | 175 095 | 171 388 | 222 398 | 261 901 | 268 981 |
| Voyageurs et non voyageurs | 314 449 | 320 883 | 320 660 | 327 994 | 364 492 | 218 869 | 214 236 | 277 998 | 327 377 | 336 227 |

## Service des voyageurs

### Accueil
Halte SNCF, c'est un point d'arrêt non géré (PANG) à accès libre. Elle est équipée d'un automate pour l'achat de titres de transport, de deux quais avec abris et de panneaux lumineux.
La traversée des voies et le passage d'un quai à l'autre s'effectue par le cheminement piétonnier passant sous le pont ferroviaire.

### Desserte
Sierentz est une halte voyageurs SNCF du réseau TER Grand Est desservie par des trains express régionaux de la relation : Mulhouse Ville - Bâle SNCF.

### Intermodalité
Un parc pour les vélos et un parking pour les véhicules y sont aménagés. 

## Patrimoine ferroviaire
Une partie de l'ancien bâtiment principal de la gare, inutilisé pour le service voyageurs, est toujours présent.